# Ralph Nelson
Ralph Nelson (12 de agosto de 1916 – 21 de diciembre de 1987) fue un director, productor, guionista y actor cinematográfico y televisivo de nacionalidad estadounidense.

## Biografía
Nacido en Long Island City, Nueva York, sirvió en el Cuerpo Aéreo del Ejército de los Estados Unidos como instructor de vuelo durante la Segunda Guerra Mundial.
Nelson fue director del alabado episodio A World of His Own del show The Twilight Zone. También dirigió las versiones televisivas y cinematográficas de la producción de Rod Serling Requiem for a Heavyweight.
Nelson dirigió también Charly, versión para el cine de Flowers for Algernon rodada en 1968, producción por la cual Cliff Robertson ganó un Premio Oscar. También rodó algunas provocadoras películas de tema racial en los años 1960 y primeros 1970, entre ellas la nominada a un Premio Oscar Los lirios del valle, ...tick...tick...tick..., Christmas Lilies of the Field, The Wilby Conspiracy, y Soldier Blue. El papel protagonista en "Lilies" llevó a Sidney Poitier a ganar el Oscar al mejor actor.
Así mismo, dirigió a Cary Grant en la comedia Father Goose, y realizó los filmes Soldier in the Rain (con Jackie Gleason y Steve McQueen), Once a Thief, y la última cinta de Rita Hayworth, The Wrath of God. En Duel at Diablo, dirigida por él e interpretada por James Garner y Sidney Poitier, hizo una pequeña actuación.
En 1960 escribió y dirigió un drama televisivo sobre el rodaje de Requiem for a Heavyweight, y que tituló The Man in the Funny Suit. En dicha producción aparecían como ellos mismos Serling, Red Skelton, Keenan Wynn y Ed Wynn.
Entre otros trabajos realizados por Nelson se incluyen varios episodios de la serie televisiva Starsky & Hutch, el clásico de horror Embryo, y el film A Hero Ain't Nothin' but a Sandwich.
A finales de los años 1970 rodó una serie de telefilmes, entre ellos su última producción, una secuela de su película Los lirios del valle que protagonizó Billy Dee Williams.
Ralph Nelson falleció en 1987 en Santa Mónica, California. Tenía 71 años de edad.

## Filmografía
Cine
- Los lirios del valle (1963)
- Soldier in the Rain (1963)
- Fate Is the Hunter (1964)
- Father Goose (1964)
- Once a Thief (1965)
- Duel at Diablo (1966)
- Counterpoint (1967)
- Charly (1968)
- ...tick...tick...tick... (1970)
- Soldier Blue (1970)
- Flight of the Doves (1971)
- The Wrath of God (1972)
- The Wilby Conspiracy (1975)
- Embryo (1976)
- A Hero Ain't Nothin' but a Sandwich (1978)

Televisión
- The Farmer's Daughter (1963)

## Premios y distinciones
Premios Óscar
| Año  | Categoría      | Película             | Resultado |
| ---- | -------------- | -------------------- | --------- |
| 1964 | Mejor película | Los lirios del valle | Nominado  |

Festival Internacional de Cine de Berlín
| Año  | Categoría                                                  | Película             | Resultado |
| ---- | ---------------------------------------------------------- | -------------------- | --------- |
| 1963 | Premio Interfilm                                           | Los lirios del valle | Ganador   |
| 1963 | Premio OCIC                                                | Los lirios del valle | Ganador   |
| 1963 | Mejor largometraje adecuado para jóvenes, Mención especial | Los lirios del valle | Ganador   |